# Sardinen på tunnelbanan
Sardinen på tunnelbanan är en dikt av Werner Aspenström.
Dikten är en av Werner Aspenströms mest kända. Den publicerades i diktsamlingen Under tiden 1972 och återfinns i många antologier.
Den består av åtta inledande rader, där diktaren med det återkommande ordet "inte" protesterar mot konsumtionssamhällets olika uppmaningar, och avslutas med raden "Sardinen vill att burken öppnas mot havet" som uttrycker frihetslängtan.
Dikten har tolkats som ett uttryck för en bister, drastisk humor som gestaltar hur individen upplever sig omgiven av villkor han inte tycker om eller kan råda över och där hans fria utrymme, lika litet som sardinens i sardinburken, föder en längtan efter frihet.